# Kasaoka (Okayama)
Kasaoka (笠岡市 Kasaoka-shi?) es una ciudad localizada en la prefectura de Okayama, Japón. En junio de 2019 tenía una población estimada de 47.374 habitantes y una densidad de población de 348 personas por km². Su área total es de 136,24 km².

## Geografía

### Localidades circundantes
- Prefectura de Okayama
  - Asakuchi
  - Ibara
  - Satoshō
  - Yakage
- Prefectura de Hiroshima
  - Fukuyama

## Demografía
Según los datos del censo japonés, esta es la población de Kasaoka en los últimos años.
| Año del censo | Población |
| ------------- | --------- |
| 1995          | 60.478    |
| 2000          | 59.300    |
| 2005          | 57.272    |
| 2010          | 54.225    |
| 2015          | 50.568    |